# Mathias Gerusel
Mathias Gerusel (* 5. Februar 1938 in Elbing) ist ein deutscher Schachspieler und war bis zu seiner Pensionierung als Jurist im Bundesministerium für Finanzen tätig.

## Leben

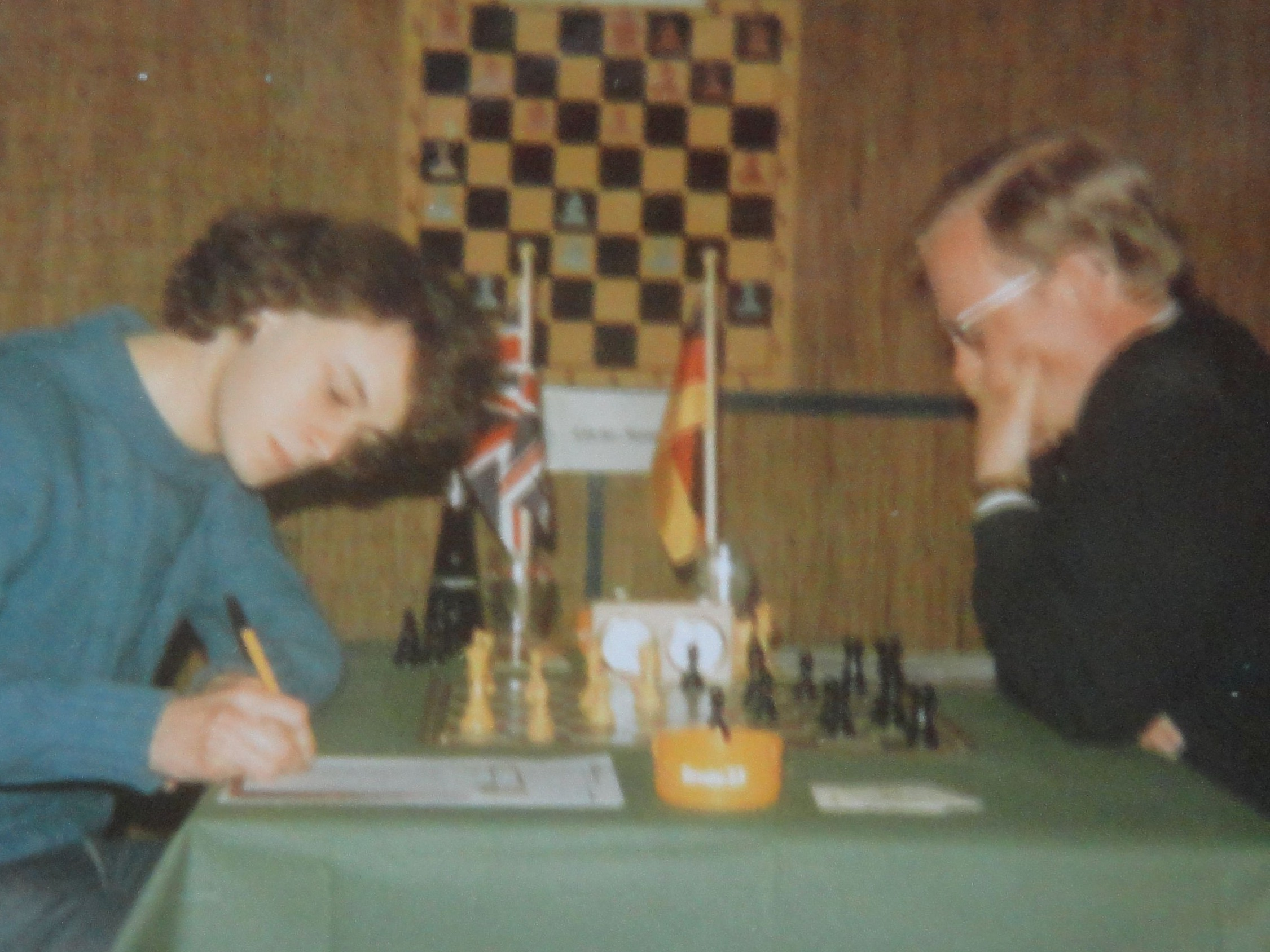
John Nunn - Mathias Gerusel, Dortmunder Schachtage 1979

Mathias Gerusel wurde 1955 in Remscheid Deutscher Jugendmeister. Bei der Juniorenweltmeisterschaft 1957 in Toronto erreichte er den zweiten Platz hinter William Lombardy. Im Jahr 1968 verlieh ihm die FIDE den Titel Internationaler Meister. 1979 spielte er im Großmeisterturnier der Dortmunder Schachtage.
Mit der deutschen Nationalmannschaft nahm er an mehreren Ländervergleichen teil, zum Beispiel gegen die Niederlande 1967 und 1969 in Krefeld, gegen die Tschechoslowakei 1969 in Siegburg und Bad Godesberg, sowie erneut gegen die Niederlande 1970 in Hengelo. 1977 spielte er bei der Europa-Mannschaftsmeisterschaft in Moskau für Deutschland.
In der deutschen Schachbundesliga spielte Gerusel zunächst bei der Solinger SG, mit der er 1974 und 1975 deutscher Mannschaftsmeister wurde, anschließend bis 1988 bei der SG Porz, mit der er 1979, 1982 und 1984 Meister wurde.
Er wird bei der FIDE als inaktiv geführt, da er seit der Saison 2010/11 der NRW-Klasse keine gewertete Partie mehr gespielt hat. Seine höchste Elo-Zahl war 2440 im Jahr 1975. Vor Einführung der Elo-Zahlen war Gerusels höchste historische Elo-Zahl 2559 im Juni 1969.

## Turniererfolge
- Bad Aibling 1965: 4. Platz bei der Deutschen Meisterschaft[7]
- Büsum 1969: 3. Platz
- Solingen 1974: 5. Platz bei internationalem Turnier[8]
- Bad Pyrmont 1976: 2. Platz bei der Deutschen Meisterschaft (nach Stichkampf)[9]

## Beruf
Als Ministerialrat im Bundesfinanzministerium war Gerusel Anfang der neunziger Jahre nach der Deutschen Wiedervereinigung Mitglied in der Kommission für die Umzugsplanung Bonn nach Berlin.